# Vật chất tối tự tương tác
Trong vật lý thiên văn và vật lý hạt, vật chất tối tự tương tác (SIDM) giả định vật chất tối có khả năng tự tương tác, trái ngược với vật chất tối không va chạm được trong mô hình Lambda-CDM giả định. SIDM đã được đưa ra vào năm 2000 để giải quyết một số xung đột giữa các quan sát và mô phỏng cơ thể N (chỉ vật chất tối lạnh không va chạm) trên quy mô thiên hà và nhỏ hơn. Nó cũng được sử dụng để giải thích các quan sát năm 2015 về ESO 146-5 lõi của cụm thiên hà Abell 3827. Tuy nhiên, phát hiện sau đó đã được giảm giá dựa trên các quan sát và mô hình hóa của cụm.
Vật chất tối tự tương tác cũng đã được đưa ra như một lời giải thích cho tín hiệu điều chế hàng năm của DAMA.